# 제임스 제롬 힐
제임스 제롬 힐(James Jerome Hill, 1838년 9월 16일 - 1916년 5월 29일)은 19세기 후반부터 20세기 초에 걸쳐 미국에서 철도 경영을 맡은 캐나다계 미국인이다. 그레이트 노던 철도(GN)의 최고 경영자이며, 이 철도를 정점으로 한 미국 북서부에 철도를 놓은 철도 그룹의 총수였다. 그 철도가 커버한 지역과 경제에 미친 영향으로 엠파이어 빌더(제국 건설자)라고 불렀다.

## 생애
힐은 당시 영국의 식민지였던 어퍼 캐나다의 타운쉽, 웰링턴 카운티 에라모사(Eramosa)(현 온타리오)에서 태어났다. 어린 시절의 부상으로 오른쪽 눈을 실명했다. 9년간의 의무교육 후, 록우드 아카데미에 다니다가 아버지가 사망했기 때문에 학업을 그만둘 수밖에 없었다. 그때까지, 대수학, 기하학, 측량, 영어를 수련했다. 훗날 그가 영어와 수학에 실력을 발휘한 것은 이러한 배경에 의한 것이다.
힐의 직업 경력은 켄터키에서 사무원으로 시작되었다. 거기서 일하는 동안 부기를 배웠고, 미국에 영주할 것을 결심했다. 미네소타 세인트폴에 정착한 것은 18세 때의 일이었다. 세인트폴에서 증기선 회사에서 부기 업무를 맡았다. 1860년 경 야채 도매업자로 전직하면서 화물의 환적, 특히 철도와 증기선과 환적에 종사했다. 그곳에서의 일을 통해 화물과 운송에 대해 배웠고 독립까지 하게 된다. 미시시피강이 얼어붙은 겨울에는 증기선이 통과할 수 없기 때문에 수송 경매에 참가하여 운송 계약을 맺는 데 성공했다. 포트 스네링그의 연료용 장작을 수송하는 일이었다.
힐은 수송과 연료 공급 경험을 쌓으면서 석탄과 증기선 사업에 진출했다. 1870년에 증기선 수송에 참가하여 2년 후에는 노먼 킷슨(Norman Kittson)과 함께 지역의 수송을 독점했다. 석탄 사업에 나서면서 1867년에 무연탄을 독점하고, 1874년경에는 사업 규모를 5배로 확대했다. 동시에 금융에 진출하여 유명 은행의 이사가 되었다. 이 시점에도 그는 여전히 자신의 앞길에 있는 비즈니스 기회를 잡으려하고 있었다. 이때 도산한 기업을 사서, 키운 뒤 판매함으로써 막대한 이익을 얻고 있었다.
이러한 초기의 성공은 그의 보기 드문 성격 때문이었다. 그의 성격은 사업이 세계적인 것이 되었을 때도 발휘되었다. 첫째, 그는 열심히 일하고 노력했다. 힐에 따르면, 성공 비결은 ‘일하는 것, 그것도 열심히, 지적으로 일하는 것, 더 일하는 것’이라고 말했다. 둘째, 힐은 편집증적으로 경쟁을 좋아했다. 강한 적을 이기는 것은 자존심을 만족시키는 것이었다. 셋째, 힐은 우수한 지도자였다. 힐은 어떤 새로운 사업에서도 그 뉘앙스를 짐작할 수 있었다. 힐의 사업 전략은 훌륭하여 어떤 사람이든지 설득당했다. 이러한 세 가지 성격이 힐을 급격히 막강한 권력을 가지게 한 것이다. 그는 직업 전망을 잘 알아 맞췄다. 이러한 것은 1877년에 힐이 철도 사업에 참가한 것으로 알 수 있다.